# Rallye Safari 1977
Die 25. Rallye Safari war der 4. Lauf zur Rallye-Weltmeisterschaft 1977. Sie fand vom 7. bis zum 11. April in der Region von Nairobi statt.

## Klassifikationen

### Endergebnis
| Rang | Fahrer            | Co-Pilot         | Auto                    | Zeit (Std./Min.) | Rückstand Sieger (Std./Min.) Rückstand V (Std./Min.) |
| ---- | ----------------- | ---------------- | ----------------------- | ---------------- | ---------------------------------------------------- |
| 1    | Björn Waldegård   | Hans Thorszelius | Ford Escort RS1800 MKII | 11:05            | 00:00                                                |
| 2    | Rauno Aaltonen    | Lofty Drews      | Datsun 160J             | 11:40            | 00:35                                                |
| 3    | Sandro Munari     | Piero Sodano     | Lancia Stratos HF       | 13:14            | 02:09 01:34                                          |
| 4    | Andrew Cowan      | Paul White       | Mitsubishi Colt Lancer  | 13:16            | 02:11 00:02                                          |
| 5    | Joginder Singh    | David Doig       | Mitsubishi Colt Lancer  | 14:12            | 03:07 00:56                                          |
| 6    | Davinder Singh    | Chris Bates      | Mitsubishi Colt Lancer  | 14:34            | 03:29 00:22                                          |
| 7    | Bert Shankland    | Brian Barton     | Peugeot 504             | 17:30            | 06:25 02:56                                          |
| 8    | Zully Remtulla    | Nizar Jivani     | Datsun 160J             | 18:16            | 07:11 00:46                                          |
| 9    | Rob Collinge      | Anton Levitan    | Datsun 160J             | 20:32            | 09:27 02:16                                          |
| 10   | Kenjiro Shinozuka | Quentin Thompson | Mitsubishi Colt Lancer  | 27:40            | 16:35 07:08                                          |

Insgesamt wurden 12 von 61 gemeldeten Fahrzeuge klassiert:

### Herstellerwertung
| Pos. | Team   | Punkte |
| ---- | ------ | ------ |
| 1    | Fiat   | 48     |
| 2    | Ford   | 48     |
| 3    | Opel   | 39     |
| 4    | Lancia | 32     |
| 5    | Toyota | 24     |

Die Fahrer-Weltmeisterschaft wurde erst ab 1979 ausgeschrieben.